# Carl August Benjamin Siegel
Carl August Benjamin Siegel (* 27. April 1757 in Dresden; † 15. Oktober 1832 ebenda) war ein deutscher Architekt und Hochschullehrer in Leipzig und Dresden.

## Leben und Werk
Siegel erhielt seine Ausbildung in Dresden als Schüler von Friedrich August Krubsacius und Gottlob August Hölzer. Es folgte in Leipzig ab 1785 die Anstellung als Lehrer für architektonisches Zeichnen an der Kunstakademie (der heutigen Hochschule für Grafik und Buchkunst). Anschließend wurde er ordentlicher Professor und war bis 1823 Leiter der Abteilung für Baukunst. Außerdem wirkte er in Leipzig als Universitätsbaumeister. Nach 1823 wurde er Professor und Leiter der Bauschule an der Kunstakademie Dresden.
Siegel veröffentlichte 1792 unter dem Titel „Sechs mahlerische Ansichten vom Garten zu Machern bei Leipzig“ Entwürfe zu Gartenstaffagen zum Landschaftspark von Schloss Machern. Es folgten in Leipzig das 1793 eröffnete Gesellschaftshaus Place de repos an der Promenade (heute Dittrichring 15) und 1797–1805 der Umbau des Collegiums Paulinum (Vorderpaulinum, Universitätsstraße 3–5). 1817 baute er zusammen mit Friedrich Weinbrenner das Alte Theater in Leipzig in klassizistischem Stil um.

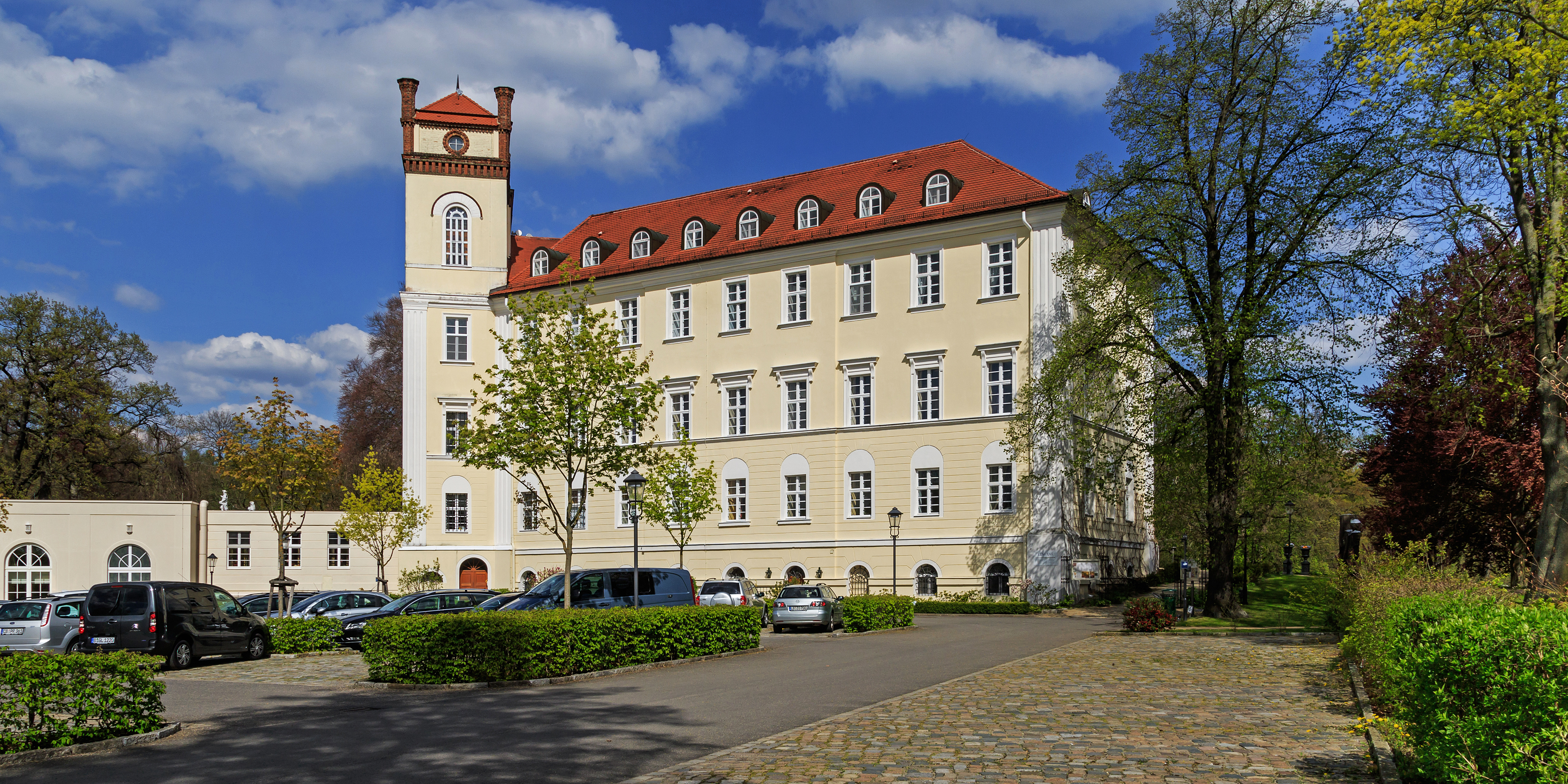
Schloss Lübbenau

Siegel baute zusammen mit Christian Friedrich Schuricht von 1796 bis 1802 in Liebstadt die dortige Burg zum Schloss Kuckuckstein im neogotischen Stil um. Von 1815 bis 1820 war er Architekt für das klassizistische Schloss Lübbenau, eine ungewöhnliche Zweiflügelanlage, deren Flügel in stumpfem Winkel zueinander stehen, so dass eine eindrucksvolle, sich öffnende Hofseite mit vorgelagerter Wiese entstand. Um 1820 wurde auch gegenüber dem Schloss die Orangerie nach seinen Plänen errichtet. In Dresden entstand 1825 nach seinen Entwürfen das Brücknersche Haus auf dem Eckgrundstück Bautzener Platz / Alaungasse.

## Schriften
- Sechs mahlerische Ansichten vom Garten zu Machern bei Leipzig. Entwürfe zu Gartenstaffagen von Carl August Benjamin Siegel. Verlag Voß & Co., o. O. 1792.